# Ахеменід
Ахеменід (дав.-гр. Ἀχαιμενίδης) — грецький герой, земляк і супутник Одіссея, син Адамаста. Персонаж «Енеїди». За твердженнями римських авторів, один із трьох учасників одіссеї (разом із самим Одіссеєм і Макареєм Неритським), яким вдалося вижити після подорожі. 
Після того, як Одісей виколов око Поліфему, він із супутниками, рятуючись, швидко втік. У поспіху про Ахеменіда забули і він лишився у країні циклопів. За Вергілієм, там він переховувався, поки його не зустріли троянці, супутники Енея. Вони зглянулися  над колишнім ворогом і забрали із собою.